# Eyragues
Eyragues ist eine französische Gemeinde mit 4289 Einwohnern (1. Januar 2022) im Département Bouches-du-Rhône der Region Provence-Alpes-Côte d’Azur. Sie gehört zum Arrondissement Arles und zum Kanton Châteaurenard.

## Geografie
Die Gemeinde liegt 15 Kilometer südlich von Avignon und sechs Kilometer von Saint-Rémy entfernt. Nachbarorte sind Maillane (4 Kilometer), Graveson (4 Kilometer), Châteaurenard (5 Kilometer), Noves (7 Kilometer) und Verquières (5 Kilometer).

## Sehenswürdigkeiten
- Kapelle Sainte-Maxime aus dem 11. und 12. Jahrhundert mit gotischen Apsiden und einem Glockenturm aus dem 18. Jahrhundert
- Kapelle Saint-Bonnet aus dem 11. Jahrhundert, im 17. Jahrhundert erweitert; enthält Gräber früher Christen[1]
- Dichterpark Parc des Poètes mit den Statuen der 7 Gründer des Félibrige (seit 2016)[2]

## Verwaltung
Die Gemeinde ist Sitz des Gemeindeverbands Terre de Provence.

## Bevölkerungsentwicklung
| Jahr      | 1962 | 1968 | 1975 | 1982 | 1990 | 1999 | 2008 | 2017 |
| Einwohner | 2092 | 2288 | 2512 | 2968 | 3504 | 3941 | 4338 | 4468 |